# Municipio de Union Chapel
El municipio de Union Chapel (en inglés: Union Chapel Township) es un municipio ubicado en el condado de Christian en el estado estadounidense de Misuri. En el año 2010 tenía una población de 8295 habitantes y una densidad poblacional de 159,98 personas por km².

## Geografía
El municipio de Union Chapel se encuentra ubicado en las coordenadas 37°4′20″N 93°20′57″O / 37.07222, -93.34917. Según la Oficina del Censo de los Estados Unidos, el municipio tiene una superficie total de 51.85 km², de la cual 51.43 km² corresponden a tierra firme y (0.8%) 0.41 km² es agua.

## Demografía
Según el censo de 2010, había 8295 personas residiendo en el municipio de Union Chapel. La densidad de población era de 159,98 hab./km². De los 8295 habitantes, el municipio de Union Chapel estaba compuesto por el 95.42% blancos, el 0.42% eran afroamericanos, el 0.49% eran amerindios, el 1.02% eran asiáticos, el 0.06% eran isleños del Pacífico, el 0.93% eran de otras razas y el 1.65% pertenecían a dos o más razas. Del total de la población el 2.5% eran hispanos o latinos de cualquier raza.